# Šalamounka
Šalamounka (Randlíkovská, Mandincová) je usedlost v Praze 5-Košířích v ulici U Šalamounky. Původně patřila do katastru obce Smíchov a měla čp. 159. Je chráněna jako kulturní památka České republiky.

## Historie
V místech usedlosti bývala vinice Randlíkovská. Roku 1439 ji koupil Jan Mandinec z Malé Strany. Později byla v držení Jiřího Pešiny z Čechorodu, po kterém ji v dražbě roku 1681 získal Václav Mořic Salomon von Friedberg (1625-1702), referendář při úřadě komorního práva, radní Starého Města a majitel deskového domu U Černého orla na Staroměstském náměstí. Mezi její další majitele patřil například hrabě Jan Norbert z Bubna a Litic.
Vinice spadala pod jurisdikci zemských desek. Její názvy se měnily - ze Salomonky na Salomenku, Salamonku a Šalamounku. Časem se s ní sloučily vinice Mandelinka, Ovčičková a Marvánková. Ve válkách ve 40. letech 18. století byla poničena.
Popis
Klasicistní usedlost byla postavena na přelomu 18. a 19. století. Skládala se ze tří stejně velkých budov - dvou podélných a jedné na půdorysu písmene „L“. Později zde majitelé přistavěli další budovy a zvětšili tak statek na poměrně rozsáhlý dvůr. V 80. letech 20. století ale došlo k asanaci většiny staveb a z usedlosti zůstalo pouze torzo.
Ohradní, většinou neomítnutá zeď je částečně kamenná nebo cihlová a místy ji tvoří obvodové zdivo stržených staveb. Ze dvou patrových obytných spojených staveb byla při rekonstrukci odstraněna výzdoba. Vinařské sklepy se dochovaly.
Usedlost sloužila k bydlení až do 60. let 20. století, kdy ji získala Československá akademie věd a Velkochov laboratorních zvířat. Po roce 1989 ji získal Harley-Davidson Club Praha a Harley Davidson ČR, a.s., který využívá přízemní hospodářskou budovu jako garáže.